# Les Tuniques bleues (histoire)
Les Tuniques bleues est la première histoire de la série Les Tuniques bleues de Salvé et Raoul Cauvin. Elle est publiée pour la première fois dans le no 1585 du journal Spirou.